# Buena Vista (Califórnia)
Buena Vista é uma antiga Região censo-designada localizada no estado americano da Califórnia, no Condado de Santa Clara. A área agora é parte da cidade de São José.

## Demografia
Segundo o censo americano de 2000, a sua população era de 1 704 habitantes.

## Geografia
De acordo com o United States Census Bureau tem uma área de 0,2 km², dos quais 0,2 km² cobertos por terra e 0,0 km² cobertos por água.

## Localidades na vizinhança
O diagrama seguinte representa as localidades num raio de 8 km ao redor de Buena Vista. 